# شوریوجی (استان فوکوئوکا)

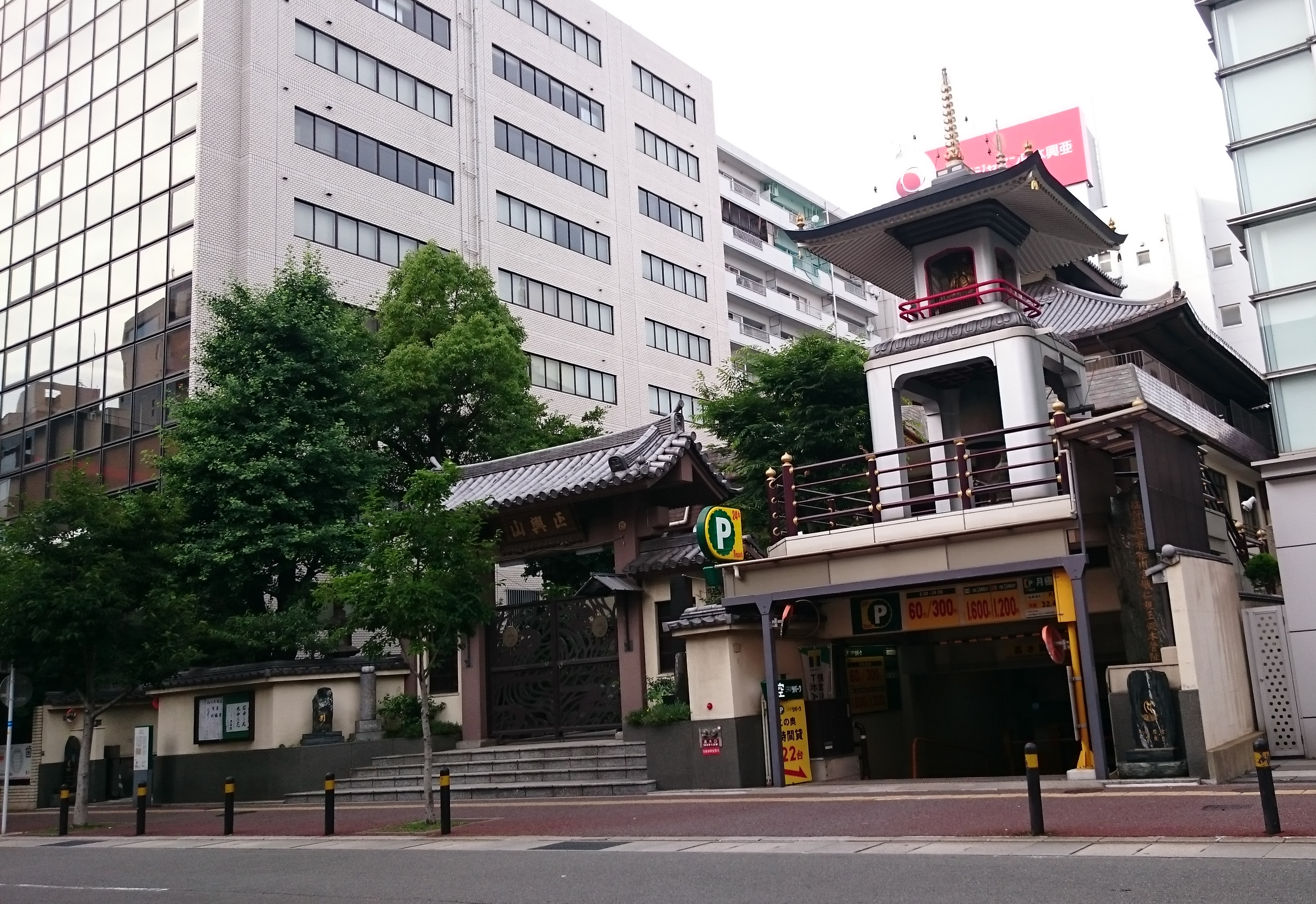
معبد

شوریوجی (به ژاپنی: 勝立寺)، معبد فرقه نیچیرن واقع در تنجین (شهر فوکوئوکا)، چوئو-کو، فوکوئوکا، شهر فوکوئوکا، استان فوکوئوکا، واقع شده است. در محوطه، قبر ژنرال ارتش آکاشی موتوجیرو و بنای یادبود مقر ارتش فاتح جنگ سینان وجود دارد.
اعتقاد بر این است که این معبد محل کلیسای جامع یادبود کورودا جوسوی بوده است. کورودا کانبی (جوسوی) در سال ۱۶۰۴ در فوشیمی کیوتو درگذشت.
بنا به وصیت او به کلیسایی در هاکاتا برده شد. در آن زمان پسرش کورودا ناگاماسا، که گفته می‌شود ایمان مسیحی خود را به آن ترک کرده بود به وصیت پدرش عمل کرد و اجازه ساخت یک کلیسای جامع را داد. این کلیسا سال بعد تکمیل شد و در سال ۱۶۰۶ وقف شد. سومین سالگرد مرگ جوسوی در این کلیسا برگزار شد، اما در سال ۱۶۱۳ مسیحیت ممنوع (فرمان ممنوعیت دینی (ژاپن)) شد. این کلیسا قبل از صدور حکم ممنوعیت مسیحیت تخریب شد.